# NGC 4344
NGC 4344 (również PGC 40249 lub UGC 7468) – galaktyka soczewkowata (SB0), znajdująca się w gwiazdozbiorze Warkocza Bereniki. Odkrył ją William Herschel 14 marca 1784 roku. Należy do Gromady w Pannie.